# Çatalhöyük

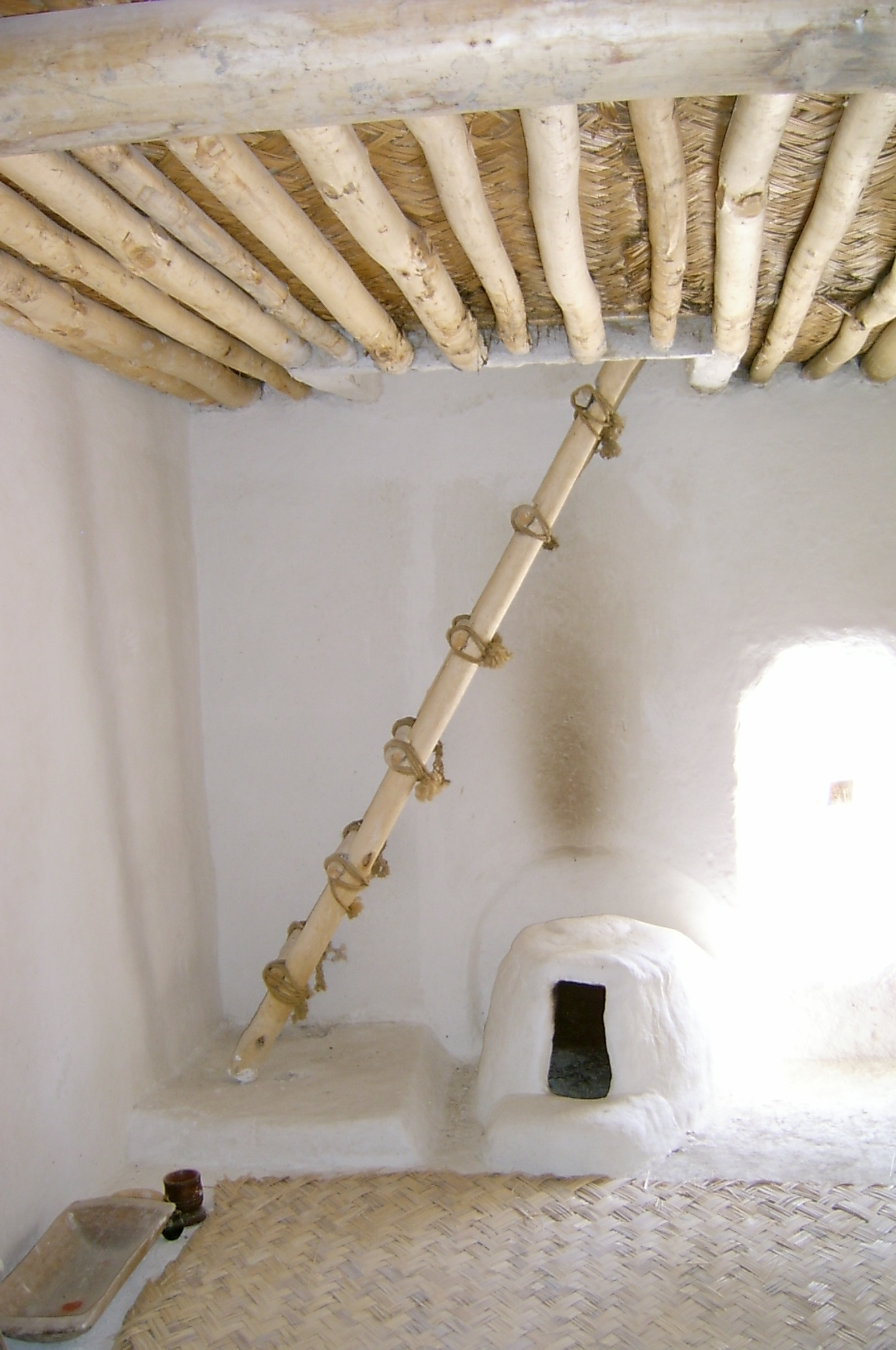
Rekonstrukcja wnętrza typowego domu

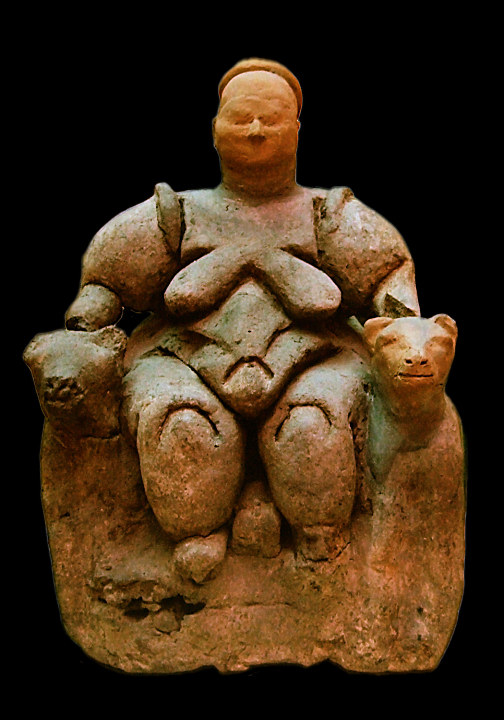
Kobieca figurka z Çatalhöyük (Turcja), neolit (ok. 5500-6000 p.n.e.), obecnie w Muzeum Cywilizacji Anatolijskich w Ankarze

Çatalhöyük (wym. [ʧɑtɑlhøjyk] – rozdwojone wzgórze), Çatal Höyük, Çatal Hüyük bądź Catal Hüyück – stanowisko archeologiczne neolitu położone na południowy wschód od miasta Konya w Anatolii w centralnej Turcji. Uznaje się je za największe znane bliskowschodnie stanowisko neolitu. W 2012 roku wpisane na listę światowego dziedzictwa UNESCO.

## Historia badań archeologicznych stanowiska
Osada rozłożona na dwóch wzgórzach, oddzielonych doliną rzeki została odkryta pod koniec lat 50. XX wieku, a w latach 1961–1965, w czterech kampaniach archeolodzy angielscy pod kierownictwem Jamesa Mellaarta prowadzili tam wykopaliska. Odsłonięto 14 warstw budowlanych pochodzących z okresu pomiędzy ok. 6250 a 5400 p.n.e. Wszystkie odkryte warstwy zawierały ceramikę. Badaczom nie udało się jednak odkryć poziomu calca i domniemuje się, że znajdują się jeszcze starsze ślady osadnictwa preceramicznego. Wykopaliska z lat 60. dotyczyły tylko wzgórza wschodniego i objęły teren 13 ha.
Przerwane prace archeologiczne zostały wznowione w 1993 roku przez międzynarodowy zespół pod kierunkiem Iana Hoddera z Uniwersytetu w Cambridge. Od roku 2001 w pracach badawczych bierze udział polska ekspedycja, prowadzona przez Lecha Czerniaka (Uniwersytet Gdański) i Arkadiusza Marciniaka (Uniwersytet im. Adama Mickiewicza w Poznaniu).
Pod wpływem odkryć w Çatalhöyük zaczęto poszukiwać podobnych osiedli neolitycznych w tym rejonie świata i udało się je odkryć w:
Can Hasan, Suberde, Erbaba (wszystkie w Turcji), w syryjskim Abu Hurejra i Bouqras oraz w północnym Iranie – w Zagheh i Umm Dabaghiyah. Żadne z tych osiedli nie osiągnęło takiego poziomu rozwoju jak Çatalhöyük.

## Osada Çatalhöyük
Osada na wzgórzu zachodnim pochodzi z okresu eneolitu i była zamieszkana po opuszczeniu wzgórza wschodniego u kresu epoki neolitycznej. Szacuje się, że osada została założona między 7400 a 7300 roku p.n.e. Obliczenia szacunkowe mówią o 5000 mieszkańców a według śmielszych obliczeń nawet od 8 do 10 tys. Dla porównania – w Jerychu żyło w tym czasie najwyżej 2 tys. mieszkańców. Mniejsze zaludnienie niż Catal Höyuk miał średniowieczny Kraków, który był przecież stolicą państwa. Tak więc pod względem liczby mieszkańców nie miało ono sobie równych w tamtych czasach.
Budownictwo Çatalhöyük jest fenomenem. To pierwszy tak duży, jednorodny organizm, który można nazwać miejskim. Mimo podobieństw neolityczne miasto mocno różniło się od tego, co kryje się pod dzisiejszym znaczeniem tego słowa. Zupełnie inaczej wyglądała zabudowa. Około tysiąca budynków przylegało do siebie, ściana przy ścianie. W żadnym nie było okien i tradycyjnych drzwi. Dzięki takiej zabudowie miasto nie potrzebowało murów obronnych.
Nieograniczone ilości budulca – błota, które po wysuszeniu i uformowaniu mogło służyć jako cegła. Ludność zamieszkiwała w domach o standardowym, prostokątnym planie, zajmujących przeciętnie powierzchnię 25 m². Na tej powierzchni mieszkało około sześciu – ośmiu osób. Ciasnota była ogromna, bo oprócz miejsc do spania były tu też palenisko, piec, magazyn na zboże. Domy o większej lub mniejszej powierzchni należą do rzadkości. Przeciętny dom mieszkalny składał się z dużej izby mieszkalnej oraz nieco mniejszego pomieszczenia magazynowego. Pomieszczenia te były połączone bądź otworem drzwiowym bądź regularnym otworem umieszczonym na pewnej wysokości nad podłogą. Z wyjątkiem przejścia łączącego pomieszczenia w obrębie jednego budynku domy z Çatalhöyük nie miały żadnych innych otworów wejściowych. Do domów wchodziło się przez otwór w płaskim dachu, od którego drewniana drabina prowadziła na poziom podłogi. Domy stykały się ze sobą ścianami i tworzyły zwartą konstrukcję podobną do pueblo. Daje to efekt jak by jednej całej budowli. W Çatalhöyük nie było niczego w rodzaju ulic i zaułków, cała komunikacja odbywała się na dachach budynków. Pozostawiano nieraz w ruinie nie zamieszkały dom, który to tworzył rodzaj ślepego dziedzińca, do którego wyrzucano odpadki. Znakomicie zachowało się wyposażenie niektórych domostw znaleziono m.in. pojemniki na ziarno, paleniska, piece chlebowe oraz pozostałości różnego rodzaju platform i ław lepionych z mułu, które mogły służyć jako łoża bądź też jako stoły do pracy. Ściany wznoszono przy pomocy cegieł mułowych różnych rozmiarów. Pokrywano je zarówno mułem jak i białym gipsem malowanym czasem na czerwono. Mankamentem tego rodzaju zwartej zabudowy był brak możliwości jakiejkolwiek rozbudowy pojedynczego domu. Nowe domostwo stawiane było na gruzach wcześniejszego a pozostałości wykorzystywano jako fundamenty. Bardziej generalna przebudowa wymagałaby zmiany całego kompleksu zabudowy.

## Obrządek grzebalny, sztuka oraz wierzenia ludności Çatalhöyük
Mieszkańcy Çatalhöyük chowali swych zmarłych w obrębie osady, pod platformami wewnątrz domów mieszkalnych lub budynków określanych jako sanktuaria. Martwych – lub ich szczątki zebrane z innego miejsca – składano na podłodze domu przynajmniej dwukrotnie. Każdy taki rytuał kończył się przykrywaniem ich warstwą gipsu, jakby w akcie zapieczętowywania. „Zmarli mieszkali razem z żywymi” można by rzec, że byli dalej traktowani jak członkowie rodziny. Ciała chowano pod glinianą podłogą – w tej samej części domostwa, w której spała cała rodzina. Szczególną cechą obrządku grzebalnego jest pozostawienie ciała zmarłego bez pochówku, dopóki nie pozostał z niego sam szkielet. W niektórych domach znalezione zostały ślady nawet 60 pochówków. Większość pochówków nie zawiera żadnych darów grobowych. W pochówkach kobiecych, które zostały wyposażone można spotkać ozdoby takie jak naszyjniki, bransolety, naramienniki z paciorków, a w męskich częstokroć broń.
W żadnym ze zbadanych pochówków nie natknięto się na ceramikę. Dość często spotyka się zwyczaj posypywania zmarłych czerwoną ochrą. Natrafiono również na wyjątkowo rzadkie pochówki wyróżniające się bardzo bogatym zestawem darów grobowych m.in. obsydianowe lusterka, polerowane głowice maczug, naczynia kamienne, krzemienne sztylety osadzone w rzeźbionych kościanych rękojeściach oraz naszyjniki z paciorków z różnych surowców. Zwłoki przodków odgrywały bardzo ważną rolę w obrzędowości. – To właśnie one stanowiły punkt odniesienia, dzięki któremu neolityczni mieszkańcy osady czuli się jedną wielką rodziną.
Wspomniane już powyżej budynki które pełniły rolę sanktuariów od normalnych domów mieszkalnych nie różniły się ani planem ani też wymiarami. Różnice stanowią bogaty wystrój malarski oraz wyposażenie. Właśnie tam występują najbogaciej wyposażone pochówki. Elementem dekoracji wnętrz były malowidła ścienne jedno- lub wielobarwne. Tematyka fresków jest bardzo zróżnicowana. Spotykamy tam zarówno malowidła o charakterze czystko dekoracyjnym z seriami prostych ornamentów na barwnym tle, jak też sceny figuralne o treści symbolicznej Np. przedstawienie stada sępów, krążącego na leżącymi ciałami. Przypuszcza się że, fresk ten stanowi swoistą ilustrację panującego w Çatalhöyük obrządku grzebalnego i wyobraża zmarłych pozostawionych sępom do oczyszczenia szkieletów z ciała. Sęp pełnił najprawdopodobniej w tej kulturze rolę symbolu śmierci. Dość liczne są malowidła przedstawiające zwierzęta, głównie byki i jelenie oraz sceny myśliwskie.
Oprócz fresków, mury sanktuarium zdobione były niekiedy także modelowanymi w tynku ściennymi reliefami, pokrywającymi w niektórych przypadkach malowaną dekoracją. Przedstawiają one bądź pary drapieżników np. leopardów bądź kobiety rodzące dzieci. Niekiedy występują same modelowe bycze lub baranie łby w których to były osadzane prawdziwe rogi.
Mieszkańcy Çatal Höyuk byli wyjątkowo twórczy: ściany domów ozdabiali setkami malowideł. Niektóre z nich, np. wąż – bóstwo świata podziemnego obrazujące zło – to symbole do dziś obecne w zachodniej cywilizacji.
Oprócz malowideł archeolodzy natrafili również na dużą liczbę różnego rodzaju ludzkich figurek. Przykładowo pod domem nr 150 odkryto cztery. Figurka wykonana z wapienia o wielkości ok. 10 cm przedstawiała siedzącą kobietę o korpulentnych kształtach. Druga figurka była wykonana z marmuru i przedstawia stojącą nagą postać kobiety. Jej ręce zostały założone pod piersiami a na głowie znajdował się pewien rodzaj nakrycia zbliżony do kapelusza. Miała ok. 25 cm wysokości i ważyła prawie 3 kg, co czyni z niej jedną z największych figurek antropomorficznych odkrytych w Çatalhöyük. Jednak jedną z najbardziej znanych jest figurka siedzącej kobiety wspierającej ręce na głowach kotowatych. Do niedawna wszystkie przedstawienia kobiece interpretowano powszechnie jako Wielką Matkę lub boginię płodności, co jest oczywistym błędem wynikającym z nadinterpretacji. Wieloletnie badania nad znaleziskami ze stanowiska Çatalhöyük (przeprowadzone przez prof. Lynn Meskell z Uniwersytetu Stanforda) jednoznacznie obaliły takie rozumienie figurek.

## Gospodarka
Społeczność, która zamieszkiwała Çatal Höyuk poświęciła się uprawie roślin i hodowli zwierząt oraz rzemiosłu, doskonale wykorzystując warunki panujące 7,4 tys. lat przed Chrystusem. Trudno było wyobrazić sobie lepsze warunki do osadnictwa: żyzna równina wydająca plony dwa razy do roku, w pobliżu niewielka rzeczka. Ciepły i wilgotny klimat, idealny do hodowli zwierząt oraz nieograniczone ilości budulca. Podstawowymi gatunkami zbóż, jakie uprawiano, były udomowione odmiany pszenicy płaskurki oraz samopszy. Oprócz tych dwóch odmian rolnicy wyhodowali jeszcze dwie inne mającą hybrydyczny charakter – pszenicę Triticum aestivum oraz nagi jęczmień rzędowy Hordeum vulgare. Najstarsze znane nam ziarna pszenicy mają 8500 lat i pochodzą właśnie z Çatalhöyük. Badania te potwierdzają, że to kolebka upraw pszenicy. Mogło mieć to miejsce jakieś 10-9 tysięcy lat temu. W związku z suchymi warunkami klimatycznymi na płaskowyżu Konya ich uprawa wymagała dodatkowego nawadniania. Przypuszcza się że, całe rolnictwo tej osady mogło być rolnictwem irygacyjnym.
Rolnicy z Çatalhöyük zajmowali się również uprawą grochu i groszku oraz zbieractwem z pobliskich wzgórz migdałów, żołędzi i pistacji. Głównym źródłem pożywienia mięsnego było dla mieszkańców udomowione bydło, którego znaczenie najlepiej ilustruje fakt, iż jego szczątki stanowią ponad 90% wszystkich znalezionych na tym stanowisku kości zwierząt. Mniejszą rolę odgrywały owce, których kości nie wykazują jednak śladów udomowienia. Pewną ilość mięsa oraz skór zapewniało również myślistwo. Polowano m.in. na dziki, jelenie, onagery, daniele i niedźwiedzie. Tak rozwinięta gospodarka rolniczo-hodowlana musiała wyżywić dość znaczą liczbę ludności.
Ważne miejsce w kulturze mieszkańców Çatalhöyük odgrywało rzemiosło.
Wyjątkową starannością wykonania wyróżnia się szczególnie przemysł kamienny, który pod względem zaawansowania nie ma sobie równych na ówczesnym Bliskim Wschodzie. W przemyśle tym wydzielono ok. 50 typów narzędzi. Na szczególną uwagę zasługuje broń, charakteryzująca się płaskim dwustronnym retuszem. Występują liczne groty strzał, włóczni jak również wspaniałe sztylety. Wiele z tych rodzajów broni służyło do celów reprezentacyjnych. Podstawowym surowcem do produkcji narzędzi był obsydian, z którego wykonano 90% narzędzi. Używano również importowanego z Syrii krzemienia. Bardzo bogate jest też kamienne wyposażenie gospodarcze, złożone z moździerzy, żaren, rozcieraczy, gładzików oraz naczyń.
Obraz rzemiosła uzupełnia zróżnicowany przemysł kościany, liczne naczynia i pojemniki rzeźbione w drewnie, oraz dobrze rozwinięte tkactwo. Już z najwcześniejszych z odsłoniętych warstw występuje w Çatalhöyük ceramika. Ta najstarsza jest średnio wypalona, gładzona i pokryta kremową polewą. Wśród form dominują płaskodenne, owalne misy i wysokie pękate naczynia z dolepianymi niekiedy guzkami jako uchwytami. Naczynia nie były dekorowane. Późniejsze formy charakteryzowały się lepszym wypałem, ciemną barwą większą cienkością ścianek oraz staranniejszym gładzeniem.
Znaczna część surowców, z których były wytwarzane przedmioty były niedostępne w najbliższym sąsiedztwie dlatego też można założyć, że osada stanowiła ważny ośrodek wymiany. Transport niektórych surowców sprowadzanych w znacznych ilościach wymagał specjalnej organizacji pracy. Jako przykład mogą posłużyć drewniane belki które trzeba było przetransportować ze wzgórz odległych od osady o ponad dzień drogi czy też obsydian z odległości ok. 250 km. Wydaje się, że tego rodzaju masowe ładunki docierały do osady przy wykorzystaniu bydła w roli zwierząt jucznych.

## Koniec osadnictwa w Çatalhöyük
Çatalhöyük przestało istnieć ok. 6 tys. lat p.n.e. Nie zostało zburzone przez wrogów, nie zniszczył go też żaden kataklizm. Początkowo uważano, że być może na wzniesieniu było już coraz mniej miejsca i nowe budynki mogły się zapadać na niestabilnym podłożu. Ta hipoteza okazała się jednak fałszywa.
Uważa się, że u schyłku istnienia w Çatalhöyük zaszły poważne przemiany społeczne i to one spowodowały upadek tego miejsca. Mieszkańcy zamiast zdobić wewnętrzne ściany budynków, malowali je na zewnątrz. Domy zaczęto budować w pewnym oddaleniu od siebie, pojawiały się ulice. Poszczególne rodziny zaczynały wyraźnie podkreślać swoją odrębność, zapominając o wspólnych przodkach. To oznacza, że wielka wspólnota się rozpadła. Przypuszczalnie nagromadzenie ludzi na małej przestrzeni doprowadziło do rozprzestrzenienia się chorób zakaźnych, także odzwierzęcych, oraz wzrostu poziomu przemocy. Zęby kilkunastu procent przebadanych szczątków nosiły ślady próchnicy, co wskazuje na dietę opartą na węglowodanach. Morfologia kości nóg z młodszych warstw wskazuje też na to, że w późniejszym okresie istnienia miasta jego mieszkańcy więcej chodzili na pola oraz po drewno na opał. Prawdopodobnie degradacja pobliskiego środowiska, a może też zmiany klimatu, zmusiły ludzi do przeniesienia upraw i hodowli na dalsze tereny. Jego mieszkańcy wyeksploatowali do reszty lokalne środowisko naturalne i skończyło im się jedzenie. Miasto zostało ostatecznie opuszczone najprawdopodobniej około 3000 roku p.n.e.
Wzgórze, jakie uformowało się ze szczątków neolitycznych domostw, posłużyło jako siedziba wsi w okresie hellenistycznym i rzymskim, a także jako cmentarz w okresie bizantyjskim.